# S.C.I.E.N.C.E.
S.C.I.E.N.C.E. es el segundo álbum de estudio de la banda estadounidense de metal alternativo Incubus, lanzado al mercado el 9 de septiembre de 1997. El disco trae el vídeo de "A Certain Shade of Green". El álbum hasta la fecha ha vendido más de 750.000 copias en Estados Unidos.

## Sonido
Contiene algo del trabajo más pesado de la banda y es considerado por muchos fanáticos como la definición original de su sonido. Es una fusión de varias influencias con características de sus tendencias experimentales. No es un indicativo de su siguiente álbum Make Yourself, el cual es referido en varias reseñas como el punto máximo de interpretación de la banda.El álbum combina Rock, Thrash Metal, Funk, Hip Hop, Jazz y Techno.
Jeremy Wasser interpreta el saxofón en la canción "Summer Romance (Anti-gravity Love Song)".

## Producción
S.C.I.E.N.C.E. fue nombrado así porque la banda sintió que estaban trabajando en un proyecto de ciencias mientras creaban el disco, como tal, el acrónimo S.C.I.E.N.C.E. no tiene un significado real, en lugar de eso la banda escogió en dejar a la gente interpretarlo de la forma en que ellos lo ven. El acrónimo es un enigma al igual que el hombre del bigote de la portada. La banda ha dado significados contradictorios tanto para el nombre del álbum y la cara de "Chuck" cuya imagen también aparece en el Enjoy Incubus EP. Se ha especulado también que la cara de la portada es la de su maestro de ciencias del 8º grado quien los inspiró. Algunos de los significados de S.C.I.E.N.C.E. son los siguientes: 'Sailing Catamarans Is Every Nautical Captain's Ecstasy'; 'Smoke Cannabis It Exists Naturally Credit Earth'; 'Southern California's Incubus Enters Nevada Carrying Enstruments'; 'Social Chronology Includes Everyone: Neanderthals, Cannibals, Everyone'.

## Álbum
La segunda canción "Vitamin" es interpretada en el juego de carreras "Test Drive Off-Road 3" (conocido en Europa como 4X4 World Trophy ) de la PlayStation y en "Destino final 2". El CD trae el video de "A Certain Shade of Green", esta canción podría interpretarse de una forma simple, como una crítica a la gente poca dispuesta a evolucionar intelectual, filosófica y emocionalmente.
En 2015 fue elegido como uno de los álbumes más "infravalorados" del género nu metal por VH1.

## Lista de canciones
| N.º   | Título                                                          | Duración |  |
| 1.    | «Redefine»                                                      | 3:22     |  |
| 2.    | «Vitamin»                                                       | 3:13     |  |
| 3.    | «New Skin»                                                      | 3:51     |  |
| 4.    | «Idiot Box»                                                     | 4:07     |  |
| 5.    | «Glass»                                                         | 3:37     |  |
| 6.    | «Magic Medicine»                                                | 3:03     |  |
| 7.    | «A Certain Shade of Green»                                      | 3:11     |  |
| 8.    | «Favorite Things»                                               | 3:11     |  |
| 9.    | «Summer Romance (Anti-Gravity Love Song)»                       | 4:26     |  |
| 10.   | «Nebula»                                                        | 3:50     |  |
| 11.   | «Deep Inside»                                                   | 3:55     |  |
| 12.   | «Calgone» (contiene canción oculta «Segue 1», comienza en 5:42) | 16:05    |  |
| 55:52 |                                                                 |          |  |

## Certificaciones
| País (Certificador) | Certificación | Ventas certificadas |
| --- | ------------- | ------------------- |
| Estados Unidos (RIAA) | Oro           | 500 000*            |
| Reino Unido (BPI) | Oro           | 100 000*            |
| ^cifras de envíos basadas únicamente en la certificación xcifras no especificadas basadas únicamente en la certificación |               |                     |